# 財政部大廈 (布里斯班)

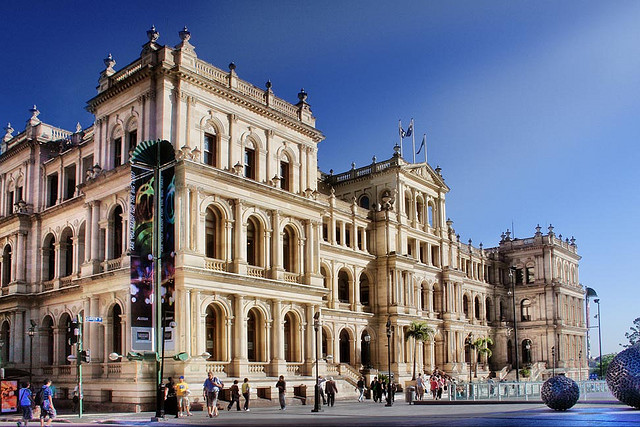

財政部大廈（Treasury Building），舊名新公共辦公室（New Public Offices），是位於澳洲昆士蘭州布里斯班女王街21號的一座建築。這座建築修建於1886年至1928年期間，作為昆士蘭州政府的辦公場所。1992年10月21日，這座建築被列入昆士蘭登記遺產。現在該建築被作為賭場使用。

## 外部連結
维基共享资源上的相關多媒體資源：財政部大廈